# 八戸市立旭ヶ丘小学校
八戸市立旭ヶ丘小学校（はちのへしりつ あさひがおかしょうがっこう）は、青森県八戸市旭ヶ丘1丁目にある公立学校。

## 概要
- 1960年代に旭ヶ丘団地の造成による人口増加のため、既存の八戸市立新井田小学校のみでは対応出来なくなったため、1965年（昭和40年）、旭ヶ丘団地の中心部に新設された。

## 沿革
- 1965年（昭和40年）
  - 4月1日 - 開校。
  - 4月6日 - 校章制定。開校時点の児童数184名、学級数6学級、教職員数9名。第一期工事竣工。
- 1968年（昭和43年）11月20日 - 体育館竣工。
- 1969年（昭和44年）9月14日 - 校旗樹立。
- 1970年（昭和45年）12月18日 - 第六期工事竣工。
- 1974年（昭和49年）10月31日 - 創立10周年記念式典挙行。
- 1977年（昭和52年）7月21日 - 学校プール設置。
- 1985年（昭和60年）6月13日 - 創立20周年記念式典挙行。
- 1995年（平成7年）10月31日 - 創立30周年記念式典挙行。
- 1997年（平成9年）9月12日 - ベランダ撤去等工事完了。
- 1999年（平成11年）12月27日 - 西昇降口風除室完成。
- 2005年（平成17年）
  - 2月10日 - 屋内運動場完成。
  - 6月24日 - 創立40周年記念と屋内運動場落成記念の両式典挙行。
- 2009年（平成21年）9月14日 - おもいやりの道（校庭への通路）完成。
- 2010年（平成22年）6月28日 - この日から翌年2月まで、耐震補強改修工事実施。
- 2011年（平成23年）3月11日 - 14時46分頃に発生した東日本大震災より、体育館等に被害が生じた。
- 2014年（平成26年）8月 - バザー収益金より、教室内に扇風機を設置。
- 2015年（平成27年）
  - 3月30日 - 50周年記念事業として、児童玄関下足箱改修。
  - 4月 - この月から6月まで、50周年記念事業として、擁壁・路盤工事とプール設備整備実施。
  - 11月1日 - 創立50周年記念式典挙行し、祝賀会開催。
- 2017年（平成29年）12月 - 児童玄関改修工事。
- 2019年（平成31年）3月 - PTA教育振興費より、屋外時計設置。
- 2020年（令和2年）3月3日 - この日から、新型コロナウイルス感染拡大防止対策により、5月6日まで、臨時休校の措置を採った。

## 児童数
2023年（令和5年）5月1日時点
| 学年 | 1年 | 2年 | 3年 | 4年 | 5年 | 6年 | 特別支援 （のぞみ学級・ かがやき学級） | 合計 |
| ---- | --- | --- | --- | --- | --- | --- | -------------------------------------- | ---- |
| 学級 | 2   | 2   | 2   | 2   | 2   | 2   | 3                                      | 15   |
| 生徒 | 60  | 55  | 60  | 58  | 57  | 56  | 14 （内数）                            | 346  |

## 通学区域と進学先中学校
出典

### 通学区域
- 旭ケ丘一丁目東
- 旭ケ丘一丁目西
- 旭ケ丘一丁目南
- 旭ケ丘一丁目北
- 旭ケ丘二丁目
- 旭ケ丘三丁目
- 旭ケ丘四丁目
- 旭ケ丘五丁目
- 野ばら

### 進学先中学校
- 八戸市立東中学校

## アクセス
- 八戸市営バス「旭ヶ丘団地」バス停から、徒歩約385m・約6分。
  - JR東日本東北新幹線・青い森鉄道青い森鉄道線八戸駅及びJR東日本八戸線本八戸駅から、上述の八戸市営バス利用。
    - なお、運行系統については、八戸市営バスホームページ参照か電話で要問い合わせ。

## 周辺
- 公文式旭ヶ丘教室 - 八戸市道をはさんで、敷地が隣接。
- 八戸市立旭ヶ丘一丁目公園 - 敷地が隣接。
  - 旭ヶ丘一丁目公園以外の公園も点在する。
- 旭ヶ丘団地市営住宅 - 八戸市道をはさんで、敷地が隣接。
- 旭ヶ丘公舎 - 八戸市道をはさんで、敷地が隣接。
- やまはる（生鮮スーパー）旭ヶ丘店
- 八戸旭ヶ丘郵便局
- 青森県警八戸警察署旭ヶ丘交番
- 八戸市旭ヶ丘会館（公民館）
- 県営住宅旭ヶ丘団地
- 社会福祉法人桂堂会旭ヶ丘こども園 - 進級前こども園のひとつ

## 参考リンク・文献
- 八戸市 学校カルテ (PDF)
- 『青森県教育史 別巻』（青森県教育委員会・1973年12月20日発行）「学校沿革 小学校」726頁「旭ヶ丘小学校」